# 結縷草屬
結縷草屬（Zoysia）為禾本科（Poaceae）中的一屬，種類約有四至五種。蔓延狀的該種草狀植物，生長在中國、日本，及部分東南亞國家的平坦沙地。一般來說，結縷草發現者為奧地利植物學者Karl von Zois，属名Zoysia则为纪念他而命名。
因為能夠適應溫度變化，且不用太過刻意洒水維持生命，因此今被大量種植為草坪，另外，也是高爾夫球場常用的草皮用植物之一。